# Pedrucho
Pedro Basauri Paguaga más conocido como Pedrucho (1893-1973) fue un torero y actor español de principios del siglo XX.

## Biografía
Pedro Basauri Paguaga nació en la localidad guipuzcoana de Éibar, en el País Vasco en España, el 30 de noviembre de 1893, día de San Andrés, patrón de la localidad. Era hijo del maestro armero Emeterio Basauri y Romana Paguaga. Siendo niño la familia se trasladó a Barcelona por motivos laborales, pues el padre trabajaba en la empresa Schilling y Paguaga, de la que era socio su cuñado. En la ciudad Condal el joven Pedro destacó en los estudios y comenzó su afición taurina aún en contra de la oposición paterna. Su primera actuación en la arena fue en la plaza de El Torín en la Barceloneta donde participó en una mojiganga vestido de indio.
Pedrucho participó por primera vez en una novillada en su ciudad natal compartiendo cartel con, los también eibarreses, Iluminado Sáez Iluminadito y Celso Sáez Armerito. La actuación de Pedrucho fue excelente y reveladora. Fue sacado a hombros de la plaza. En 1915 participa en varias novilladas económicas en Barcelona y al año siguiente queda campeón de un curso de noveles y el 1 de octubre debuta con caballos en la barcelonesa plaza de Las Arenas. Esa corrida-novillada le consagraría como el mejor novillero del momento, consideración que quedaría reafirmada en el Baratillo,  La Maestranza de Sevilla en una corrida con novillos de Miura donde logró salir a hombros por la Puerta del Príncipe y recorrer a hombros de los aficionados las calles de Sevilla. Esta actuación llevó a que fuera llamado en la prensa especializada el Mesías del toreo.
Después de recorrer con reconocido éxito las plazas más importantes del país, el 2 de septiembre de 1923 en a plaza de toros El Chofre de San Sebastián recibe, de manos de Julián Sainz Martínez "Saleri II" la alternativa como matador. El año siguiente, 1924, realiza una gira por el extranjero, torea en Roma, Budapest, Cagliari, Hungría, El Cairo... y en 1925 cruza el Atlántico para torear en América. Confirma la alternativa, de manos de Torquito, en Madrid el 17 de septiembre de 1927 con seis toros de la ganadería de Nandín. Como anécdota se cuenta que logró congregar a más aficionados en la Monumental de Barcelona que en el partido de final de copa entre el Fútbol Club Barcelona y el Athletic de Bilbao que se celebraba, al mismo tiempo, en el campo de Las Corts. En su cuadrilla participaba como banderillero su hermano Martín que murió en Marsella (Francia) en el transcurso de una corrida en 1928. En agosto de 1929, en un festival benéfico en memoria de Martín, sufre una grave cogida que lo pone a borde de la muerte. Continuó toreando algunas corridas durante la guerra civil, dando la alternativa al Silvio Zafón "El niño de la estrella", y se retiró definitivamente en 1945 a instancias de su mujer, Ana Susana Heder. Siguió vinculado al mundo del toro dirigiendo la Escuela Taurina de Barcelona.
A lo largo de su carrera intervino como actor en algunas películas taurinas como Militona, la tragedia de un torero en  1923 o Pedrucho, también en 1923.
En los años 30 abrió una popular bombonería en el paseo de Gracia, que mantuvo hasta el final de su vida. Tras su éxito como torero fue una persona conocida y querida en la sociedad Barcelonesa. El 21 de septiembre de 1973 murió en Barcelona, a los 80 años de edad. Donó parte de su herencia al asilo municipal eibarrés Residencia de San Andrés. Más tarde, su viuda donaría también, al mismo organismo, su escopeta, que ha pasado a formar parte del Museo de la Industria Armera de Éibar.

## Filmografía
- La rebelión de las muertas (1973)
- Los largos días de la venganza (1967)
- El momento de la verdad (1965)
- Un heredero en apuros (1956)
- Pedrucho (1923)
- Militona, la tragedia de un torero (1922)
- Flor de España (1921)
- Pobres niños (1921)